# 派翠克·尚內
派翠克·尚內（法語：Patrick Charnay，1954年2月3日—），是法國的生物研究學家。身為法國國家衛生暨醫學研究院（Inserm）的榮譽研究總監，他任職於巴黎高等師範學院（ENS），從事分子遺傳學和發育生物學的教學工作。

## 生平簡介
尚內畢業於巴黎綜合理工學院 （École Polytechnique）（1973年屆）。離開母校後，他決定鑽研基礎生物學，並在巴斯德研究所（Institut Pasteur）隸屬的Pierre Tiollais的實驗室致力撰寫科學論文。其中，他更是深入研究B型肝炎病毒基因體的選殖和排序，以及細菌表面抗原合成的取得。其研究成果對B型肝炎的治療貢獻良多，為安全且有效的疫苗研發奠定了基礎。
1980年，尚內榮獲法國國家衛生暨醫學研究院聘請為院士。他於1981年取得博士學位後，前往哈佛大學 （美國-劍橋）深造，在該校汤姆·玛尼亚蒂斯（Tom Maniatis）的實驗室從事博士後研究，研究的是球蛋白 基因表達調節的分子基礎。 
1984年，他以首席研究員的身份加入了位於德國 海德堡的歐洲分子生物學實驗室（EMBL），針對在神經系統的發展過程中具有關鍵作用的轉錄因子進行研究。
自1989年起，他便任職於巴黎高等師範學院的生物學系，並持續研究左右神經系統的發展及其功能和調節的基因。尚內任職於巴黎高等師範學院期間，先後擔任了法國國家衛生暨醫學研究院研究單位主任(1993-2005)，生物系主任(2000-2001及2016-2017)以及生物學教授的職位(2013-2018)。他也在巴黎綜合理工學院擔任過教職(1997-2010)  。
尚內自1995年起獲選為歐洲分子生物學組織（EMBO）的會員，自1998年起獲選為歐洲科學院院士，並且自2004起獲選為法國科學院院士  。在他的職業生涯中，他參與（主持）了為數眾多的科學委員會。

## 科學成就
在尚內的職業生涯中，大部分的時間他都將研究重點放在控制脊椎動物的中樞與周圍神經系統的發育和功能的基因控制機制上。
主要科學貢獻：
- B型肝炎病毒基因體的選殖和排序以及細菌表面抗原（HBs）的產生[5] [6] [7]
- 人類α-球和β-球蛋白基因表達的調控基礎[8] [9]
- 發現編碼鋅指轉錄因子的脊椎動物的基因家族，其中一個是Krox20，在分化的胚胎結構的兩個交替區域中表達，後腦或菱腦可發育出脊髓，橋腦和小腦 [10] [11]
- 解密結構基礎以便透過鋅指判別DNA核苷酸 [12]
- 發現涉及菱腦分節的受體酪胺酸激酶第9類（Eph receptor family）[13]
- 通過控制不同的Hox基因表達，探討Krox20在菱腦的分節過程中，特別是在識別分節特性時的關鍵作用[14] [15] [16]
- Krox20控制外周髓磷脂的形成和維持時發揮的決定性影響[17] [18]
- Krox20在橋腦的節律性神經網絡中發揮的作用[19]
- Krox24 / Egr-1基因在垂體和卵巢功能中的作用[20][21]
- Krox24基因在建立晚期LTP和鞏固長期記憶中的意義[22]
- 邊界頂帽細胞作為中樞神經系統和周圍神經系統之間的屏障以及作為外周神經系統神經元和神經膠細胞之先驅細胞的角色[23] [24] [25]
- 解密掌控Krox20表達的基因網路及其在菱腦分節過程中的影響[26] [27] [28] [29] [30]
- 開發一種複製神經纖維瘤第1型（NF1）各種特徵的小鼠模型[31]

## 獎項與榮譽
- 1988年：榮獲法國全國抗癌聯盟巴黎獎
- 1995年：獲選為歐洲分子生物學組織（EMBO）的會員
- 1998年：獲選為歐洲科學院院士[32]
- 2004年：獲選為法國科學院院士[1]
- 2005年：榮獲學術界棕櫚葉勳章騎士勳章